# Onthophagus hoberlandti
Onthophagus hoberlandti là một loài bọ cánh cứng trong họ Bọ hung (Scarabaeidae).